# Obóz przesiedleńczy w Zamościu

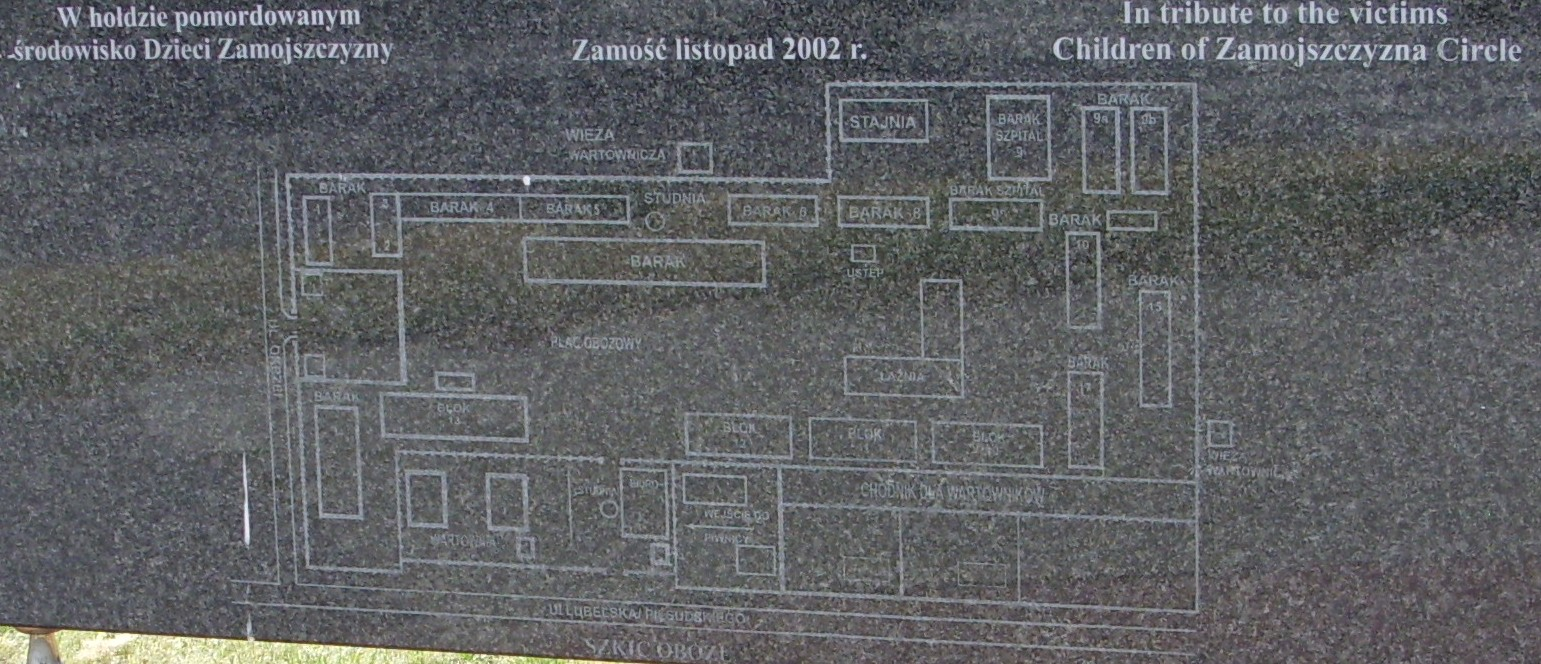
Plan obozu niemieckiego w Zamościu przy zbiegu ulic Stefana Okrzei i Józefa Piłsudskiego.

Obóz przesiedleńczy w Zamościu (niem. UWZ Lager Zamość) – niemiecki obóz przesiedleńczy, ekspozytura Centrali Przesiedleńczej w Łodzi utworzona przez Niemców podczas wysiedleń z Zamojszczyzny w celu selekcji oraz deportacji polskiej ludności cywilnej wysiedlanej z terenu Zamojszczyzny.

## Historia

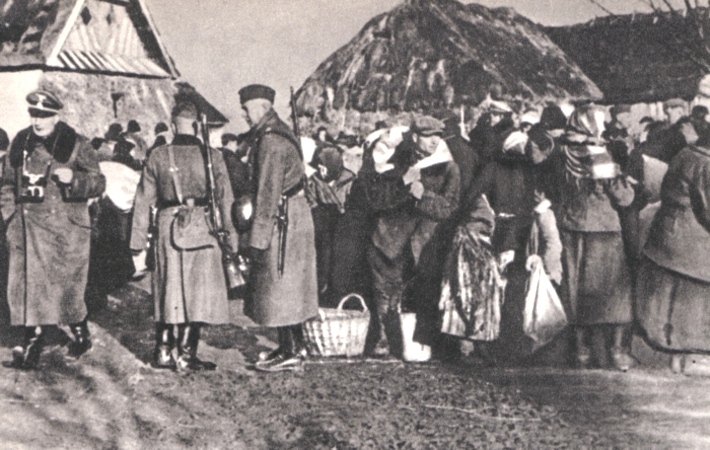
Polscy rolnicy wysiedlani z gospodarstw przez Niemców z SS. Zamojszczyzna, grudzień 1942.

Obóz w Zamościu Niemcy założyli 27 listopada 1942 roku i funkcjonował on do 19 stycznia 1944. Komendantem był SS-Unterscharführer Artur Schutz (przez więźniów określany jako Ne) a od czerwca 1943 SS-Sturmbannführer Hermann Krumey. Obóz składał się z 16 baraków odgrodzonych od siebie drutami kolczastymi, co czyniło go największym obozem przesiedleńczym jaki Niemcy utworzyli dla Polaków wysiedlanych z Zamojszczyzny.

## Więźniowie

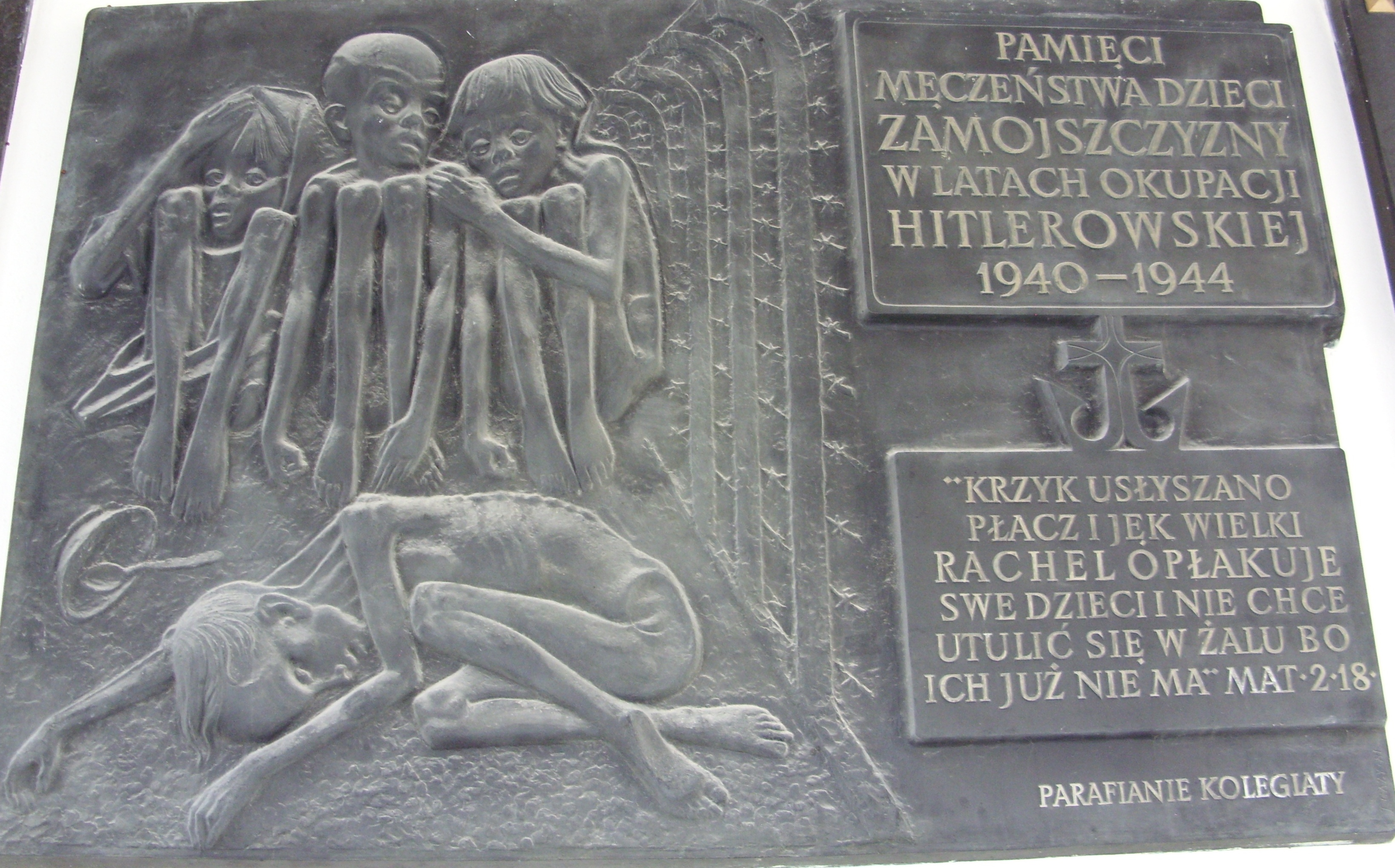
Ofiary obozu przesiedleńczego w Zamościu – Dzieci Zamojszczyzny.

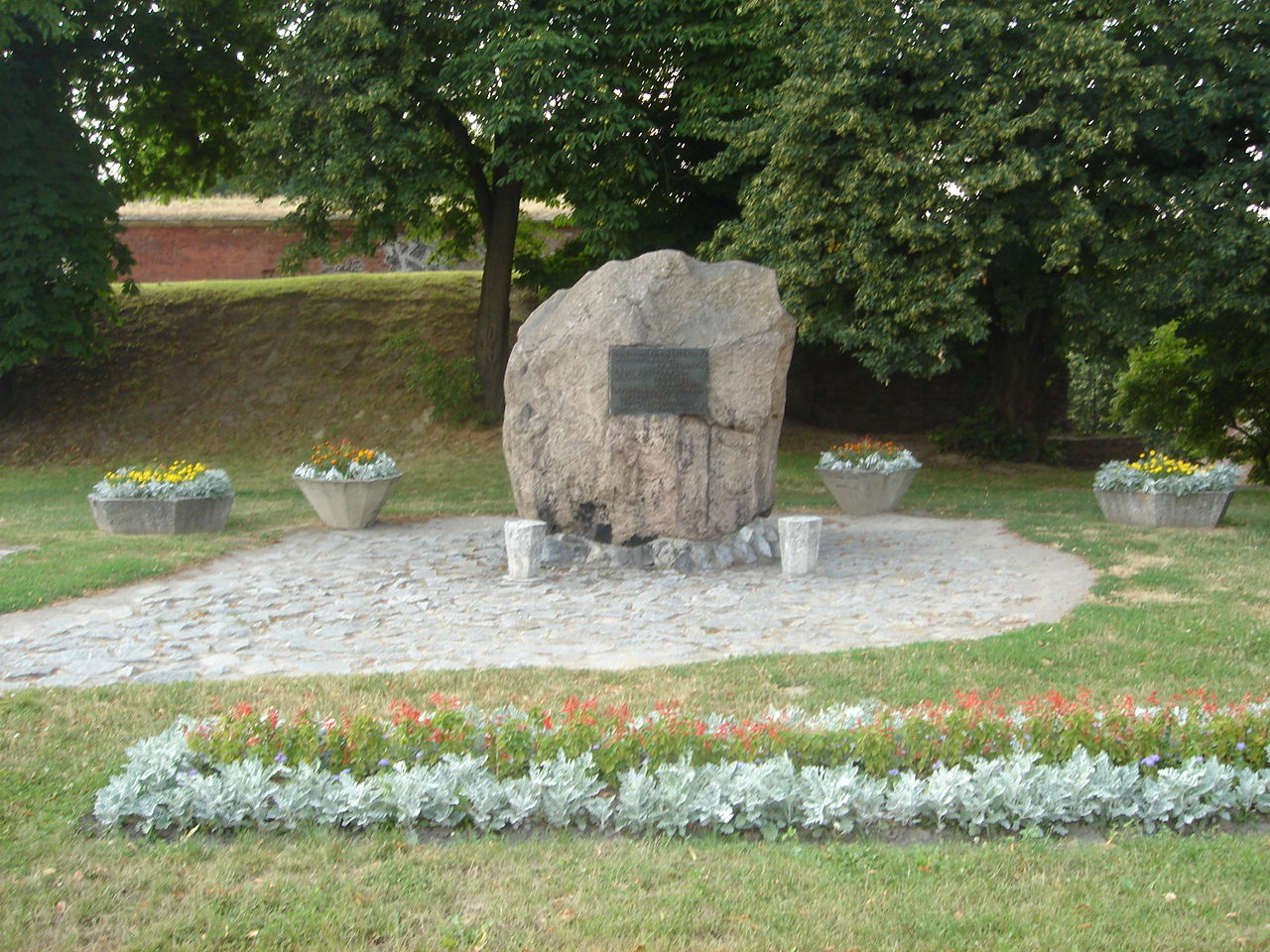
Pomnik Dzieci Zamojszczyzny, ofiar okupacji niemieckiej i małoletnich więźniów obozu przesiedleńczego w Zamościu

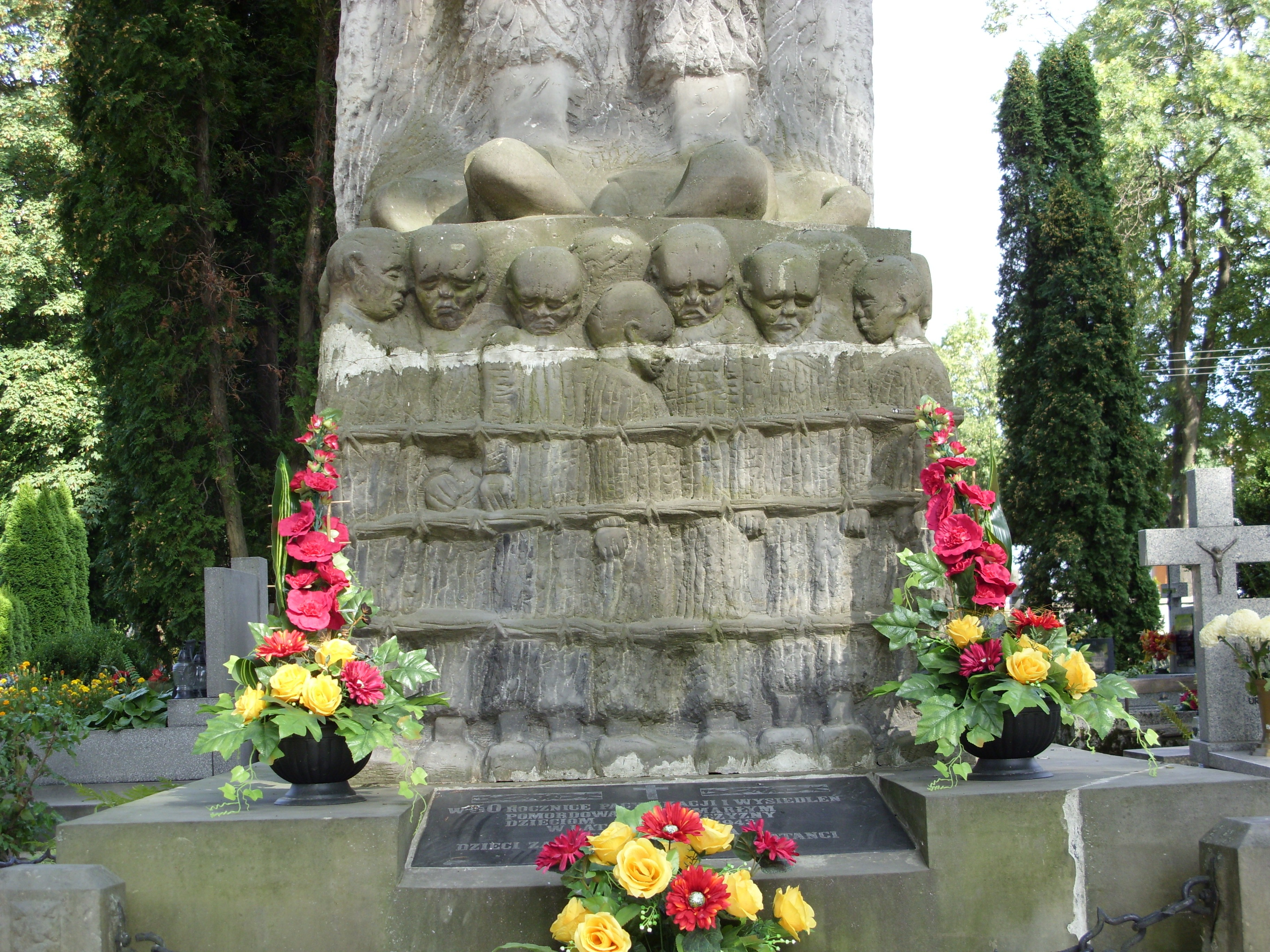
Pomnik Dzieci Zamojszczyzny, ofiar okupacji niemieckiej i więźniów niemieckiego obozu przesiedleńczego w Zamościu

Wysiedlonych zamojszczan przywożono pociągami towarowymi, samochodami ciężarowymi lub furmankami, a część mieszkających bliżej transportowano pieszo. W obozie dzielono więźniów na grupy, prowadzono selekcję rasową oraz oddzielano dzieci od matek. W tym właśnie obozie w wyniku selekcji powstała grupa osieroconych dzieci znanych jako Dzieci Zamojszczyzny.

W tym czasie widziałem naocznie, jak Niemcy odłączali dzieci od matek. To oddzielanie matek od ich pociech najbardziej mną wstrząsnęło. Najgorsze tortury, jakie zniosłem, były niczym w porównaniu z tym widokiem. Niemcy zabierali dzieci, a w razie jakiegoś oporu, nawet bardzo nikłego, bili nahajami do krwi – i matki i dzieci. Wtedy w obozie rozlegał się pisk i płacz nieszczęśliwych. Nieraz matki zwracały się do Niemców z prośbą o żywność dla zgłodniałych i zmarzniętych dzieci. Jedyne, co mogły otrzymać, to uderzenie laską lub bykowcem. Widziałem, jak Niemcy zabijali małe dzieci (…) Warunki higieniczne były straszne. Wszy, brud, pchły, pluskwy wprost żywcem pożerały ludzi.

Dzieci umieszczano w najgorszych, tzw. końskich barakach nr 9a, 9b, 16 i 17, w których panowały ciężkie warunki bytowe. Były one nieogrzewane, nieszczelne, wilgotne, a ze ścian spływała w nich woda. W barakach 9a i b nie było nawet prycz ani słomy – uwięzione dzieci leżały więc w błocie. Dzieciom nie udzielano na początku żadnej pomocy medycznej, potem była ogromnie niewystarczająca. W tych ciężkich warunkach sanitarnych umierało ich bardzo wiele. W okresie od grudnia 1942 do kwietnia 1943 zmarło 199 dzieci. Historycy szacują, że przez zamojski obóz przeszło ok. 100 tys. osób, z czego ok. 20% stanowiły dzieci. Przeciętnie jednorazowo w obozie przebywało ok. 1000 nieletnich.